# Maureen Paley
Pour les articles homonymes, voir Paley et Paley (homonymie).
Maureen Paley, née en 1953, est une galeriste américaine, propriétaire d'une galerie d'art contemporain à Bethnal Green (Londres) où elle vit.
La galerie, située au 60 Three Colts Lane, est fondée en 1984 et est dénommée Interim Art dans les années 1990 avant d'être rebaptisée Maureen Paley en 2004. Elle expose très tôt des membres des Young British Artists. Les artistes représentés comprennent les lauréats du Turner Prize Lawrence Abu Hamdan, Gillian Wearing et Wolfgang Tillmans. Une chose en commun de nombreux artistes représentés est leur intérêt pour les problèmes sociaux.

## Biographie
Maureen Paley nait à New York, fille d'Alfred Paley et de Sylvia Paley ; elle fréquente le Sarah Lawrence College et est diplômée de l'Université Brown en 1975. Elle émigre en Angleterre en 1977, fréquentant le Royal College of Art, où elle obtient une maîtrise en photographie.
En 2017, Maureen Paley ouvre un espace à Hove appelé Morena di Luna puis ouvre le Studio M à la Rochelle School à Shoreditch en 2021.

## Artistes
- Lawrence Abu Hamdan
- Felipe Baeza
- Lucy Beech et Edward Thomasson
- Alexandra Bircken
- AA Bronson
- Tom Burr
- Kaye Donachie
- Thomas Eggerer
- Michaela Eichwald
- Gardar Eide Einarsson
- Morgan Fisher
- Maureen Gallace
- General Idea
- Liam Gillick
- Andrew Grassie
- Anne Hardy
- Peter Hujar
- Sarah Jones (en)
- Michael Krebber
- Lars Laumann
- Erik van Lieshout
- Alastair Mackinven
- Daria Martin
- Deimantas Narkevičius
- Saskia Olde Wolbers
- Paulo Nimer Pjota
- Paul P.
- Olivia Plender
- Stephen Prina
- James Pyman
- Michael Queenland
- Tim Rollins and K.O.S.
- David Salle
- Maaike Schoorel
- Dirk Stewen
- David Thorpe
- Wolfgang Tillmans
- Oscar Tuazon
- Donald Urquhart
- Banks Violette
- Rebecca Warren
- Esther Pearl Watson
- Gillian Wearing
- James Welling